# Kropidlakowce

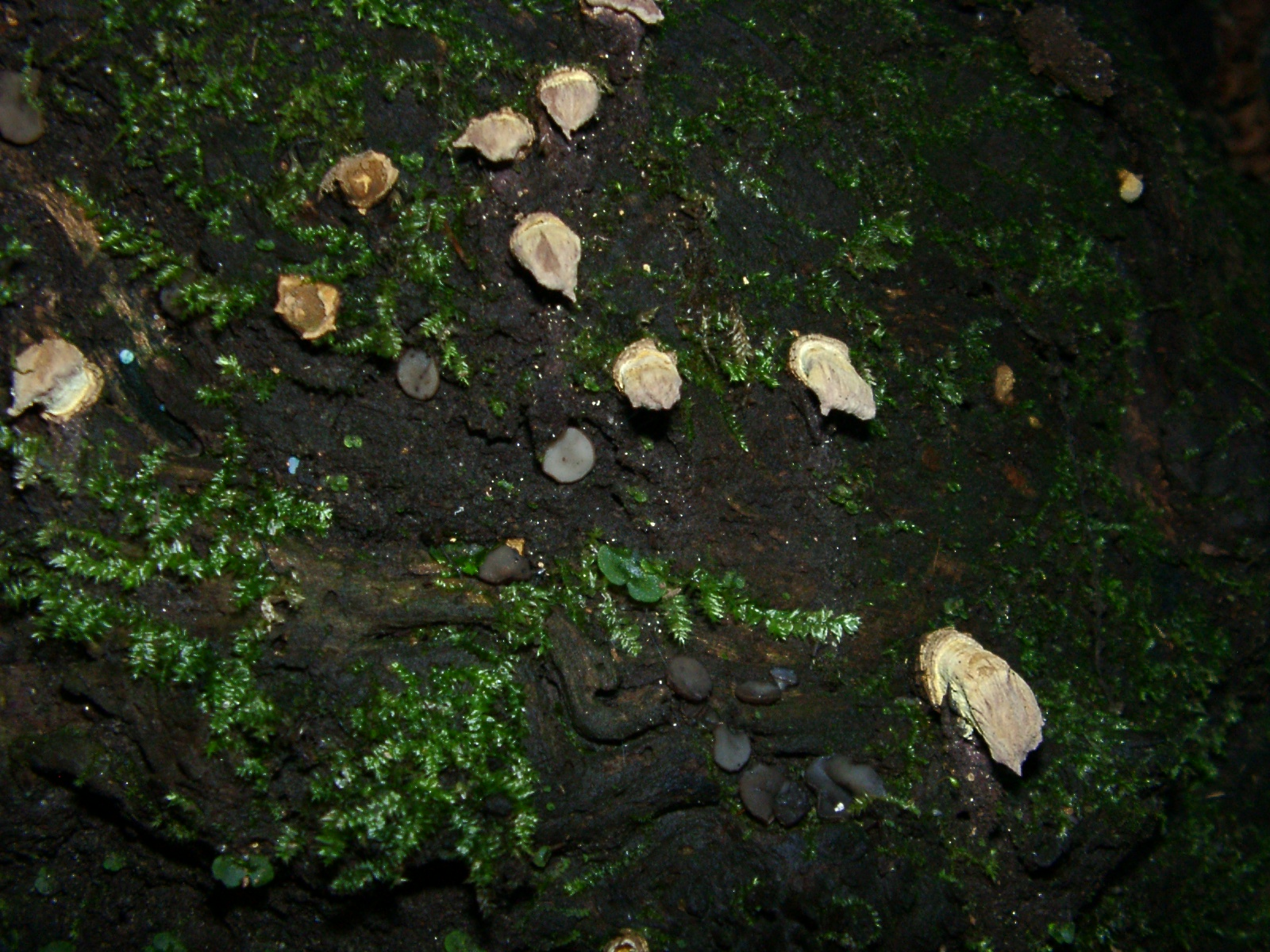
Trichocoma paradoxa na korze drzewa

Kropidlakowce (Eurotiales G.W. Martin ex Benny & Kimbr.) – rząd grzybów w klasie Eurotiomycetes.

## Charakterystyka
Grzyby mikroskopijne, zazwyczaj grzyby saprotroficzne. Są szeroko rozprzestrzenione na kuli ziemskiej. Niektóre jak np. Penicillium chrysogenum są jednymi z najczęściej występujących organizmów. Występują w glebie, na produktach spożywczych i resztkach roślinnych. Niektóre wytwarzają szkodliwe dla ludzi i zwierząt metabolity wtórne, np. aflatoksyny wywołujące choroby zwane aspergilozami. Niektóre gatunki są wykorzystywane w przemyśle spożywczym i farmaceutycznym.
Wiele gatunków jest nam znanych tylko jako grzyby rozmnażające się bezpłciowo. Mykolodzy przypuszczają, że być może ich duża różnorodność genetyczna występuje tylko dzięki mutacjom. Być może mają one stadia płciowe, ale są nam one nieznane. Badania przeprowadzone w ciągu ostatnich 10–15 lat wykazały, że u grzybów tych w rzeczywistości zachodzi pewien rodzaj rekombinacji genetycznej. Odbywa się za pomocą typowych metod seksualnych znanych u workowców, ale nie jest wcale jasne, czym ona jest.
U gatunków rozmnażających się płciowo występuje duża różnorodność typów klejstotecjów, a także dziwne struktury nie podobne do klejstotecjów. U Dendrosphaera i Trichocoma występuje dość złożony askokarp, składający się z kielichowatej i dość drewnianej podstawy podtrzymującej miękką grzybnię wewnątrz, wyglądem podobny do pędzla. Prawie kuliste worki są wytwarzane wewnątrz kubka, gdzie zaczyna się część grzybni. W miarę dojrzewania zarodników worki rozpadają się i są zastępowane przez nową generację worków wytworzoną w tym samym miejscu co stare. Grzybnia stopniowo wydłuża się i wypełnia się kolejną produkcją fioletowych askospor. Niektóre gatunki wytwarzają podkładki.

## Systematyka
Pozycja w klasyfikacji według Index Fungorum:  Eurotiales, Eurotiomycetidae, Eurotiomycetes, Pezizomycotina, Ascomycota, Fungi.
W aktualizowanej klasyfikacji Index Fungorum bazującej na Dictionary of the Fungi do rzędu Eurotiales należą:
- rodzina Aspergillaceae Link 1826 – kropidlakowate
- rodzina Elaphomycetaceae Tul. ex Paol. 1889 – jeleniakowate
- rodzina Monascaceae J. Schröt. 1894
- rodzina Penicillaginaceae Houbraken, Frisvad & Samson 2020
- rodzina Trichocomaceae E. Fisch. 1897
- rodzina incertae sedis:
  -     - rodzaj Diehliomyces Gilkey 1954
    - rodzaj Kendrickiella K. Jacobs & M.J. Wingf. 2001
    - rodzaj Thermomyces Tsikl. 1899[4]